# 近道
| ウィキペディアには「近道」という見出しの百科事典記事はありません（タイトルに「近道」を含むページの一覧/「近道」で始まるページの一覧）。 代わりにウィクショナリーのページ「ちかみち」が役に立つかもしれません。 |